# Audi RS7
De Audi RS7 is de sportiefste versie van de Audi A7 die boven de Audi S7 gepositioneerd staat.
De RS7 wordt geproduceerd door Audi Sport GmbH (voorheen quattro GmbH), die ook verantwoordelijk is voor de Audi R8 en de andere RS-modellen van Audi. De benaming "RS" staat voor "Renn Sport", Audi's hoogste modellenlijn die boven de "S" ("Sport") modellen is gepositioneerd.

## Eerst generatie (2013-2017)

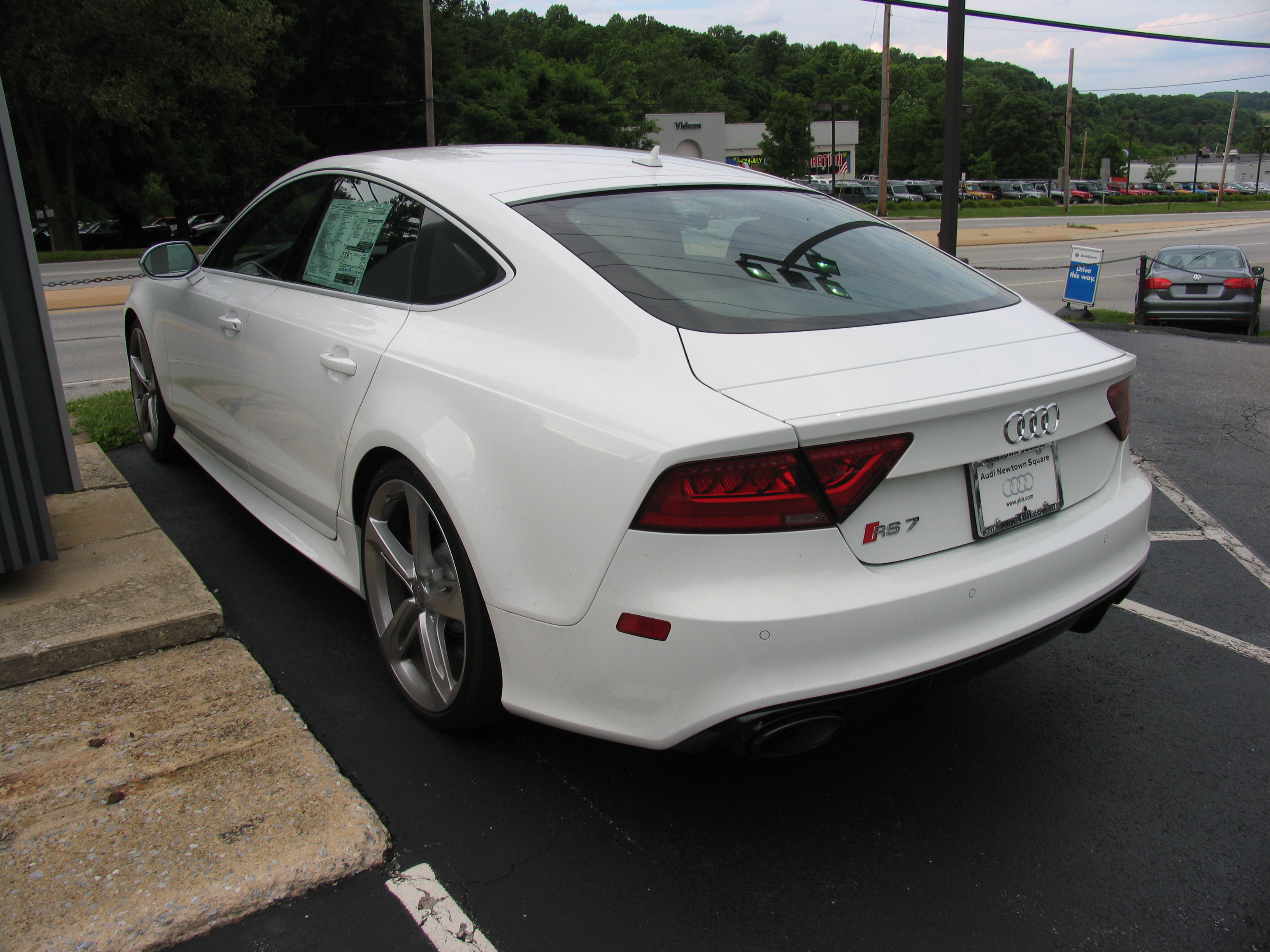
Audi RS7

De eerste generatie RS7 kwam 3 jaar na de introductie van de A7 op de markt en gebruikte dezelfde 4.0 liter biturbo V8 als de S7 en RS6. In de RS7 levert hij 560 pk, net als in de RS6. Het koppel bedraagt 700 Nm bij 1750 tpm. Omdat Audi's S-tronic versnellingsbak met dubbele koppeling niet opgewassen is tegen zoveel koppel wordt een achttraps automaat van ZF gebruikt. Het quattro aandrijfsysteem beschikt optioneel over een sportdifferentieel waarbij standaard 60 procent van het vermogen naar de achterwielen gaat. De RS7 heeft standaard luchtvering, maar normale vering met actieve dempers is ook verkrijgbaar.
De sprint naar de 100 km/u verloopt in 3,9 seconden en de topsnelheid wordt standaard elektronisch begrensd op 250 km/u. Optioneel werkt de begrenzing pas bij 280 of zelfs 305 km/u.

### Facelift en RS7 Performance
In 2015 kreeg de RS7, net als de A7, een facelift. Dit betekende een licht aangepaste grille en bumpers en nieuwe lampen. De grote quattroletters onder de nummerplaat zijn nu standaard en er zijn aluminium, hoogglanszwarte en koolstofvezel exterieurpakketten beschikbaar. De prestaties bleven hetzelfde, maar later dat jaar werden de RS6 en RS7 Performance gepresenteerd. De V8 levert hierin 605 pk, wat het destijds de sterkste Audi maakte. Het koppel kreeg nu een overboostfunctie waarin het kortstondig 750 Nm bedraagt. Dit zorgt voor een tijdwinst van 0,2 seconden zodat bij accelereren de 100 km/u in 3,7 seconden wordt aangetikt. Ook is de kleur Ascari blauw exclusief voor de Performance versies beschikbaar.

### Gegevens
|                      | RS 7 Sportback                                                                       | RS 7 Sportback Performance                                                           |
| -------------------- | ------------------------------------------------------------------------------------ | ------------------------------------------------------------------------------------ |
| Bouwtijd             | 08/2013 - 07/2017                                                                    | 10/2015 - 02/2018                                                                    |
| Motor                | V8 benzinemotor, 4 kleppen per cilinder, biturbo                                     | V8 benzinemotor, 4 kleppen per cilinder, biturbo                                     |
| Cilinderinhoud       | 3.993 cm³                                                                            | 3.993 cm³                                                                            |
| Compressieverhouding | 9,3:1                                                                                | 9,3:1                                                                                |
| Vermogen             | 560 pk (412 kW) bij 5.700 - 6.600 tpm                                                | 605 pk (445 kW) bij 6.100 - 6.800 tpm                                                |
| Koppel               | 700 Nm bij 1.750 - 5.500 tpm                                                         | 750 Nm bij 1.750 - 6.000 tpm                                                         |
| Aandrijving          | vierwielaandrijving                                                                  | vierwielaandrijving                                                                  |
| Transmissie          | 8-traps Tiptronic                                                                    | 8-traps Tiptronic                                                                    |
| Gewicht              | 1995 - 2005 kg                                                                       | 2.005 kg                                                                             |
| 0–100 km/h           | 3,9 s                                                                                | 3,7 s                                                                                |
| Topsnelheid          | 250 km/u (begrensd), Dynamic: 280 km/u (begrensd), Dynamic Plus: 305 km/u (begrensd) | 250 km/u (begrensd), Dynamic: 280 km/u (begrensd), Dynamic Plus: 305 km/u (begrensd) |
| Verbruik             | 9,5 - 9,8 l/100 km                                                                   | 9,5 l/100 km                                                                         |
| CO2-uitstoot         | 221 - 229 g/km                                                                       | 221 g/km                                                                             |